# Франконські граблі
Франконські граблі (нім. Fränkischer Rechen ) — назва герба регіону Франконія в Німеччині. 

## Дизайн і використання
Франконські граблі — це геральдичний ординар із простою зигзагоподібною лінією перегородки, яка розділяє герб або щит на червоне та срібне поля. Цей простий і поширений у регіоні символ вперше був офіційно визнаний гербом Франконії у 1804 році, коли князь-курфюрст Максиміліан IV Йосиф включив його до герба Баварії. Колір «франконський червоний» (нім. Franken-Rot ) для герба використовується номер HKS №14.
Форма граблів символізує цілісність неба і землі, тому їх використовували церковні організації, такі як Вюрцбурзьке єпископство, як печатку або в своїх гербах.
Його три точки, спрямовані вгору або до неба, символізують Трійцю Бога, а чотири точки, спрямовані вниз або до землі, символізують чотири точки компаса на землі.
Сучасна назва франконських граблів походить від їх зовнішнього вигляду, який зовні нагадує «обломки граблів»  (нім. Treibgutrechen), і тому, ймовірно, використовувався як емблема для сіл, розташованих навколо лісосплавних споруд, які виникли в результаті транспортування колод річкою.

## Історія

Герб Вюрцбурзької єпархії

Франконські граблі вперше згадуються на початку 14 століття на могилі князя-єпископа Вюрцбурга Вольфрама Вольфскеля фон Грумбаха (пом. 1333) і на печатці міста Ґерольцгофен. Франконські граблі спочатку були обрані єпископами Вюрцбурга як символ їхнього (хоча й досить номінального) франконського герцогського статусу. Однак це не було символом для Франконії в цілому, оскільки колишнє герцогство як адміністративна одиниця давно припинило своє існування. З 1835 граблі з'явилися на гербі Баварії; посилаючись на регіони Східної Франконії, які були включені до новоствореного Баварського королівства після німецької медіатизації 1803 року. Лише на цьому етапі він став символом усієї Франконії в суспільній свідомості.
Сьогодні емблема є частиною герба багатьох адміністративних органів у Франконському регіоні, наприклад, у баварських провінціях Верхня, Середня та Нижня Франконія, а також у суміжних районах, що охоплюють територію історичних земель Східної Франконії, наприклад, Майн -Таубер у землі Баден-Вюртемберг або Гільдбурггаузен у південній Тюрінгії, а також багато міст і сіл, наприклад, у гербі Фольках або Франкенгардт. Отже, Франконські Граблі демонструють відданість спільній спадщині, хоча франкські землі протягом століть були поділені між багатьма правителями. Франконські граблі також є частиною великих гербових досягнень Вільної Держави Баварія та Баден-Вюртемберг.

## Приклади

Гербове досягнення Баварії
Гербове досягнення Баден-Вюртемберга
Провінція Верхня Франконія
Провінція Середня Франконія
Провінція Нижня Франконія
Вюрцбург
Гасберге
Гільдбурггаузен
Майн-Таубер-Крайс
Ансбах
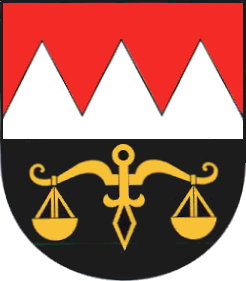
Файльсдорф
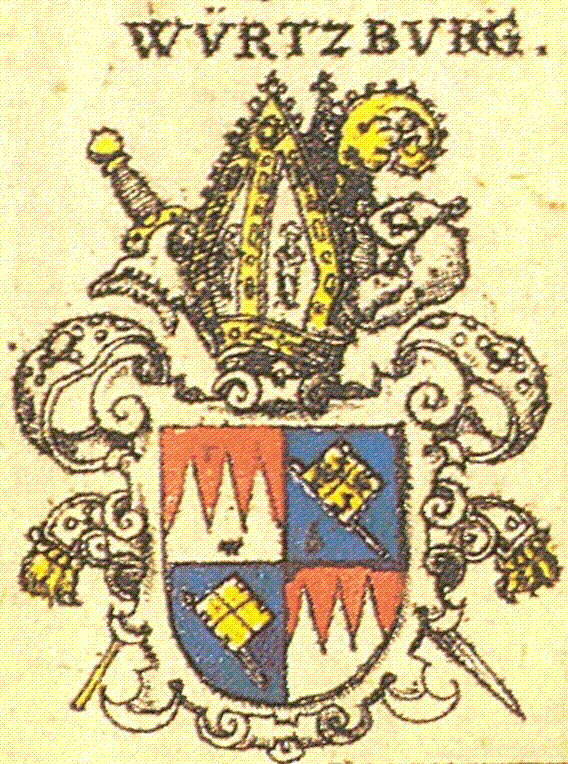
Герб Вюрцбурзької єпархії
Гербрунн
Франкенвінгайм
Ельферсгаузен
Франкенбах
Знак формування12-ї танкової дивізії (Бундесвер)

## Зовнішні посилання
- Детальні відомості з історії франківських граблів